# Claes Antonsen
Claes Antonsen (født 11. april 1963 i Aarhus) er en dansk trommeslager. Han er Thomas Helmigs faste trommeslager, og er ejer og kapelmester for The Antonelli Orchestra.
Gennem 13 år medvirkede han via The Antonelli Orchestra fast i TV 2-programmet Toppen af Poppen, men inden premieren på sæson 13 meddelte TV 2 og produktionsselskabet Mastiff, at han ikke længere medvirkede. Årsagen blev ikke oplyst. Selv sagde Claes Antonsen, at han i stedet skulle optræde med Thomas Helmig.
I DR Dokumentaren, Sexisme i musikbranchen, fortalte sangerne Katinka Bjerregaard og Mathilde Falch om Antonsens krænkelser i anonymiseret form. Han valgte 12. juni 2024 selv at stå frem med en offentlig undskyldning om flere upassende kommentarer fra et bandmedlem under produktionen af “Toppen af Poppen” i 2021. Programmet blev sendt på TV 2, og begge sangere indgav efterfølgende klager til produktionsselskabet Mastiff.